# Queer as Folk (serie televisiva 2022)
Queer as Folk è una serie televisiva drammatica statunitense del 2022 creata per Peacock. È una rivisitazione della serie del 1999 di Channel 4 creata da Russell T Davies, precedentemente adattata negli Stati Uniti dal 2000 al 2005 da Showtime. La serie è uscita il 9 giugno 2022.

## Trama
Ambientata a New Orleans, la serie segue un gruppo eterogeneo di amici che trovano le loro vite trasformate all'indomani di una sparatoria in un “queer nightclub” chiamato Babylon.

## Episodi
| Stagione       | Episodi | Pubblicazione originale | Pubblicazione Italia |
| -------------- | ------- | ----------------------- | -------------------- |
| Prima stagione | 8       | 2022                    | 2022                 |

## Cast e personaggi

### Principali
- Fin Argus è Mingus - adolescente non binario e studente delle superiori che è un'aspirante drag queen. Si stava esibendo sul palco quando l'assassino è entrato nel bar.
- CG è Shar - la ragazza di Ruthie. Shar dà alla luce due gemelli la notte della sparatoria. Brodie è il donatore di sperma, nonostante Shar lo disapprovi.
- Jesse James Keitel è Ruthie O'Neil - la compagna di Shar e la migliore amica di Brodie da quando hanno frequentato insieme il liceo cattolico. Ruthie è una donna trans e un'insegnante di inglese al liceo frequentato da Mingus.
- Ryan O'Connell è Julian Beaumont - il fratello di Brodie. Brodie non aveva idea che Julian fosse gay fino a quando Julian non viene arrestato per aver fatto sesso nel bagno del centro commerciale.
- Johnny Sibilly è Noah Hernandez - ex fidanzato di Brodie.
- Devin Way è Brodie Beaumont - il complicato protagonista della serie.

## Produzione

### Sviluppo
Nel dicembre 2018 è stato annunciato che Bravo aveva avviato lo sviluppo di un riavvio di Queer as Folk con Stephen Dunn come sceneggiatore e regista e con Russell T. Davies come produttore esecutivo. Nell'agosto 2019, è stato annunciato che la serie era in fase di sviluppo presso Peacock. Nell'aprile 2021, Peacock ha ordinato la serie.

### Riprese
Le riprese della serie sono iniziate ad ottobre 2021 a New Orleans, in Louisiana.

## Distribuzione
La serie è uscita il 9 giugno 2022 su Peacock. In Australia la serie è stata presentata in anteprima su Stan il 10 giugno 2022. La serie andrà in onda in Canada su Showcase a partire dal 26 giugno 2022, come parte dell'accordo di produzione del proprietario Corus Entertainment con NBCUniversal per la programmazione originale di Peacock. La serie è stata ripresa da Starzplay per la distribuzione nel Regno Unito, in diversi paesi dell'Europa continentale e in America Latina. Nel Regno Unito sarà presentato in anteprima il 1 luglio 2022 e in altri territori il 31 luglio 2022.